# Parafia św. Jana Chrzciciela w Bukowcu
Parafia św. Jana Chrzciciela w Bukowcu – parafia rzymskokatolicka w dekanacie mysłakowickim w diecezji legnickiej. Jej proboszczem jest ks. Piotr Filipek. 

## Obszar parafii
Miejscowości należące do parafii: Bukowiec, Kostrzyca

## Proboszczowie po 1945 r.[2]
- 1. ks. Jan Jachymiak 1966-1981

- 2. ks. Krystian Jurczyk 1981-2015

- 3. ks. Piotr Filipek 2015-